# Silvia Barrera
Silvia Barrera Vásquez (San Martín, 20 de junio de 1975) es una abogada, empresaria y política peruana. Fue alcaldesa del distrito de Villa María del Triunfo desde 2010 hasta el 2014 y regidora de dicho distrito en 2007.

## Biografía
Nació en Sacanche, ubicado en la provincia de Huallaga en el departamento de San Martín, el 20 de junio de 1975. Es hija de Eliezer Barrera Fonseca y de Isabel Vásquez de Barrera.
Realizó sus estudios primarios en el I.E. Vicente Cárdenas Angulo y los secundarios en el I.E. José Heraclides Vela Vásquez.
Hizo estudios superiores en el instituto Computronic, donde siguió la carrera de Sistemas. Estudió además, Conciliación en el Ministerio de Justicia y poco tiempo después decidió estudiar Derecho en la Universidad Privada San Juan Bautista para luego complementar sus conocimientos en la Universidad ESAN, como gestora pública. Nunca terminó carrera alguna, registra estudios de derecho pero nunca los concluyó.
Trabajó como asistente administrativa de gerencia en la empresa Cerámicos Peruanos S.A., Gerente General de la empresa Atlantic Rouse S.A.C.

## Carrera política
Se inició en la política como candidata a regidora del distrito de Villa María por el partido Restauración Nacional en las elecciones municipales del 2006 donde logró ser elegida para el periodo municipal 2007-2010.

### Alcaldesa de Villa María del Triunfo
Para las elecciones municipales del 2010, anunció su candidatura a la alcaldía de su distrito con el partido Perú Posible de Alejandro Toledo donde se inscribió como militante. Barrera logró ser elegida como alcaldesa de Villa María del Triunfo para el periodo municipal 2011-2014.
En julio del 2011, Barrera se opuso a la terminación de la obra Línea 1 del metro de Lima argumentando que no se ha concluido con los estudios de impacto vial y ambiental para dar inicio a los trabajos. Otras de sus quejas fue que se discriminaba al distrito ya que solo en los distritos de Villa María del Triunfo, San Juan de Miraflores y Villa El Salvador se planeó construir las vías del tren al ras del piso y no en altura como los demás distritos de la capital, y que esta obra sería como un muro que divide en 2 a los distritos mencionados.
Años más tarde, investigaciones relacionadas al caso Odebrecht en el Perú determinaron que si existían supuestas irregularidades en la obra.
Intentó ser reelegida en 2014 sin lograr tener éxito y de igual manera en 2018 donde regresó al partido Restauración Nacional. Postuló al Congreso por Perú Posible en las elecciones del 2016, sin embargo, no resultó elegida ya que el partido no logró pasar la valla electoral.

## Controversias
El 1 de noviembre del 2015, quedó detenida y enmarrocada por la policía por ingresar con matones a un terreno en el distrito de Carabayllo que no le pertenecía. Sin embargo, ella señaló que el terreno le pertenece a la minera de su esposo el empresario Raúl Torpoco Cedrón.
Por su parte, el alcalde de Carabayllo Rafael Álvarez Espinoza, aclaró a los medios de comunicación que Barrera no tenía por qué reclamar terreno que no le pertenece.
Según la denuncia realizada por el alcalde Álvarez Espínoza en las últimas semanas de ese mes, el distrito de Carabayllo, ha sido víctima de traficantes de terrenos que quieren recuperar terrenos que le pertenecen a la Municipalidad de Carabayllo, y al parecer la exalcaldesa estaría por ese camino de quererse apropiar de un terreno que no le pertenece.

### Caso Bruno Pacheco
En diciembre del 2021, el programa ‘Beto A Saber’ del periodista Beto Ortiz, reveló la existencia de una presunta relación extramatrimonial entre Silvia Barrera con el exsecretario general de Palacio Bruno Pacheco, del gobierno de Pedro Castillo. Barrera afirmó que solo se reunió con Pacheco por “interés social”.
Fue acusada también de haber participado en un supuesto fraude electoral a favor de Pedro Castillo, según señaló el condenado Zamir Villaverde.